# ابوغویر
ابوغویر، روستایی در دهستان ابوغویر بخش دشت عباس شهرستان دهلران در استان ایلام ایران است.این روستا، مرکز دهستان ابوغویر است.
این روستا جنوبی ترین نقطه استان ایلام از لحاظ مختصات جغرافیایی و مسکونی بودن است.

## جمعیت
بر پایه سرشماری عمومی نفوس و مسکن در سال ۱۳۹۵، جمعیت این روستا برابر با ۳۲۰ نفر (۶۷ خانوار) بوده‌است.